# Mads
Mads [ˈmæs] ist eine dänische Form des männlichen Vornamens Matthias, die auch in Norwegen vorkommt. Der Name trägt die Bedeutung "Geschenk Gottes".

## Namensträger
- Mads Albæk (* 1990), dänischer Fußballspieler
- Mads Andersen (* 1995), dänischer Schachspieler
- Mads Kruse Andersen (* 1978), dänischer Ruderer
- Mads Ole Balling (1953–2003), dänischer Archivar und Historiker
- Mads Bidstrup (* 2001), dänischer Fußballspieler
- Mads Bonde Stürup (* 1997), dänischer Basketballspieler
- Mads Brügger (* 1972), dänischer investigativer Filmemacher und Fernsehjournalist
- Mads Bødker (* 1987), dänischer Eishockeyspieler
- Mads Christensen (* 1984), dänischer Eishockeyspieler
- Mads Christensen (* 1984), dänischer Radrennfahrer
- Mads Christensen (* 1987), dänischer Eishockeyspieler
- Mads Christiansen (* 1986), dänischer Handballspieler
- Mads Clausen (1905–1966), dänischer Fabrikant
- Mads Conrad-Petersen (* 1988), dänischer Badmintonspieler
- Mads Gilbert (* 1947), norwegischer Arzt und Politikaktivist
- Mads Glæsner (* 1988), dänischer Schwimmer
- Mads Hansen (Schiedsrichter) (* 1977), dänischer Handballschiedsrichter
- Mads Hansen (Eishockeyspieler) (* 1978), norwegischer Eishockeyspieler
- Mads Hansen (Fußballspieler, 2002) (* 2002), dänischer Fußballspieler
- Mads Hermansen (* 2000), dänischer Fußballspieler
- Mads Hjulmand (* 1982), dänischer Schauspieler
- Mads Hvilsom (* 1992), dänischer Fußballspieler
- Mads Junker (* 1981), dänischer Fußballspieler
- Mads Kaggestad (* 1977), norwegischer Radrennfahrer
- Mads Korsbjerg (* 1976), dänischer Squashspieler
- Mads La Cour (* 1980), dänischer Jazzmusiker (Trompete)
- Mads Langer (* 1984), dänischer Singer-Songwriter
- Mads Lidegaard (1925–2006), dänischer Pastor, Lehrer und Autor
- Mads Anton Madsen (1880–1968), dänischer Kameramann
- Mads Emil Madsen (* 1998), dänischer Fußballspieler
- Mads Mensah Larsen (* 1991), dänischer Handballspieler
- Mads Mikkelsen (* 1965), dänischer Schauspieler
- Mads Nielsen (1879–1958), dänischer Schriftsteller und Apotheker
- Mads Ø. Nielsen (* 1981), dänischer Handballspieler
- Mads Nissen (* 1979), dänischer Fotograf
- Mads Nyboe Kristensen (* 1984), dänischer Basketballspieler
- Mads Pedersen (* 1996), dänischer Fußballspieler
- Mads Pedersen (* 1990), dänischer Badmintonspieler
- Mads Pedersen (* 1995), dänischer Radsportler
- Mads Sjøgård Pettersen (* 1984), norwegischer Film- und Theaterschauspieler
- Mads Pieler Kolding (* 1988), dänischer Badmintonspieler
- Mads Rasmussen (* 1981), dänischer Ruderer
- Mads Ravn, dänischer Schauspieler
- Mads Reginiussen (* 1988), norwegischer Fußballspieler
- Mads Roerslev (* 1999), dänischer Fußballspieler
- Mads Rydicher (* 1987), dänischer Radrennfahrer
- Mads Sigersted (* 1972), dänischer Basketballspieler und -trainer
- Mads Bech Sørensen (* 1999), dänischer Fußballspieler
- Mads Tafdrup (* 1985), dänischer Drehbuchautor
- Mads Thychosen (* 1997), dänischer Fußballspieler
- Mads Timm (* 1984), dänischer Fußballspieler
- Mads Tolling (* 1980), US-amerikanischer Geiger, Bratschist und Komponist dänischer Abstammung
- Mads True (* 1972), dänischer Eishockeyspieler
- Mads Vinding (* 1948), dänischer Jazzbassist
- Mads Würtz Schmidt (* 1994), dänischer Radrennfahrer
- Mads Østberg (* 1987), norwegischer Rallyefahrer